# Шаллей-Минкина, Эва
Эва Шаллей-Минкина  (пол. Ewa Schalley-Minkina; до замужества Минкина; род. 1974, Почесно, Польша) — польская и бельгийская шашистка (международные шашки), серебряный призёр чемпионата мира 1997 года, чемпионка Бельгии среди мужчин (2019), серебряный призёр (2002, 2013, 2014, 2018) и бронзовый призёр (2016), восьмикратная чемпионка Польши. Международный гроссмейстер (2001 год).
Участница чемпионатов мира 1987 (14 место), 1989 (7 место), 1991 (8 место), 1993 (7 место), 1995 (13 место), 1997 (2 место) годов. Выступала за команду Grom Poczesna, её тренером в клубе был Станислав Марковский.
В 2001 году она стала первой польской шашисткой, получившей титул международного гроссмейстера среди женщин (GMIF).

## Личная жизнь
Замужем за бельгийским шашистом Рональдом Шаллейем. В 2012 году у них родилась дочь Аурелия, которая тоже играет в международные шашки.